# Naturschutzzentrum Ökowerk Berlin

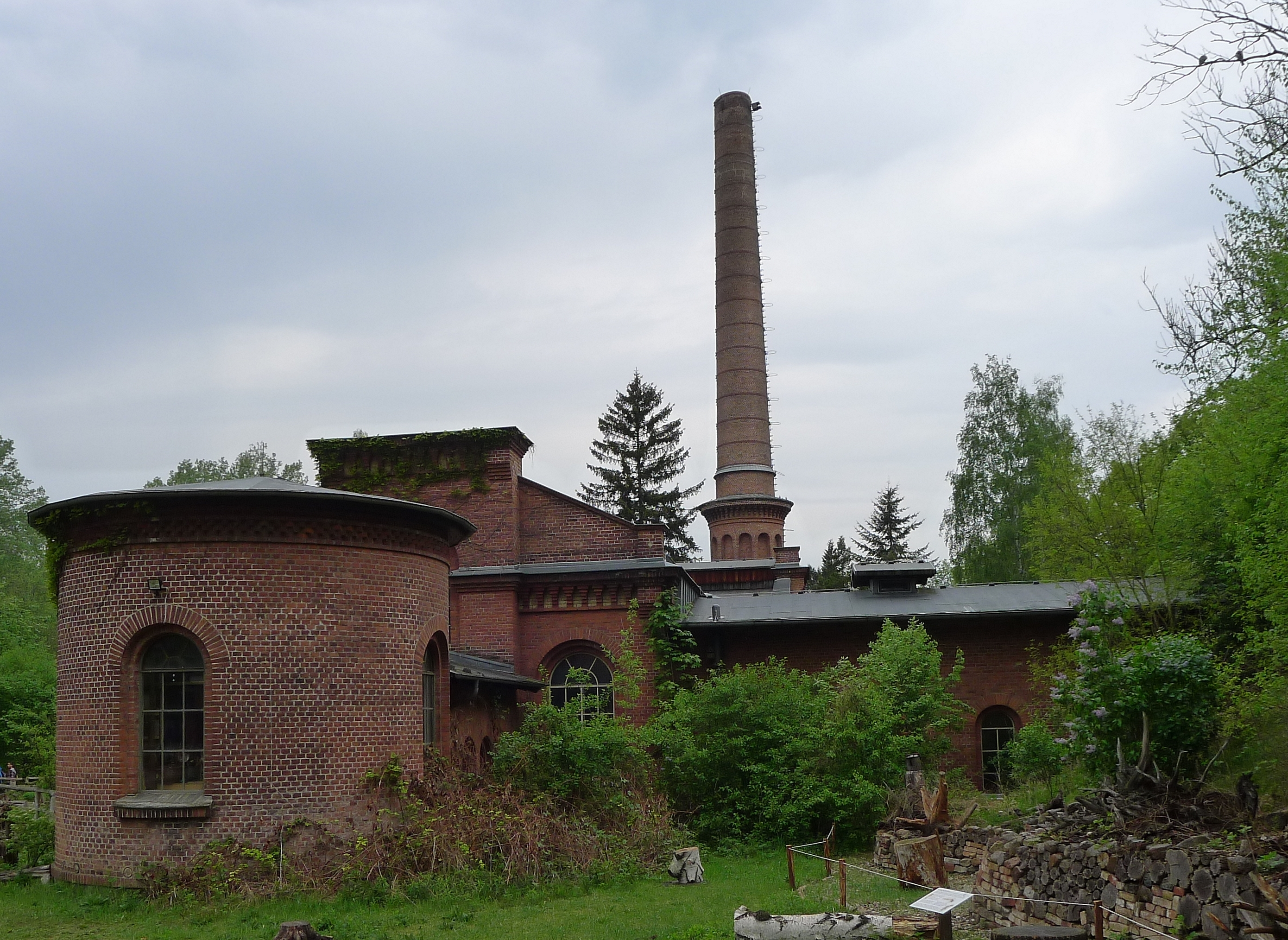
Denkmalgeschütztes Wasserwerk von Nordosten

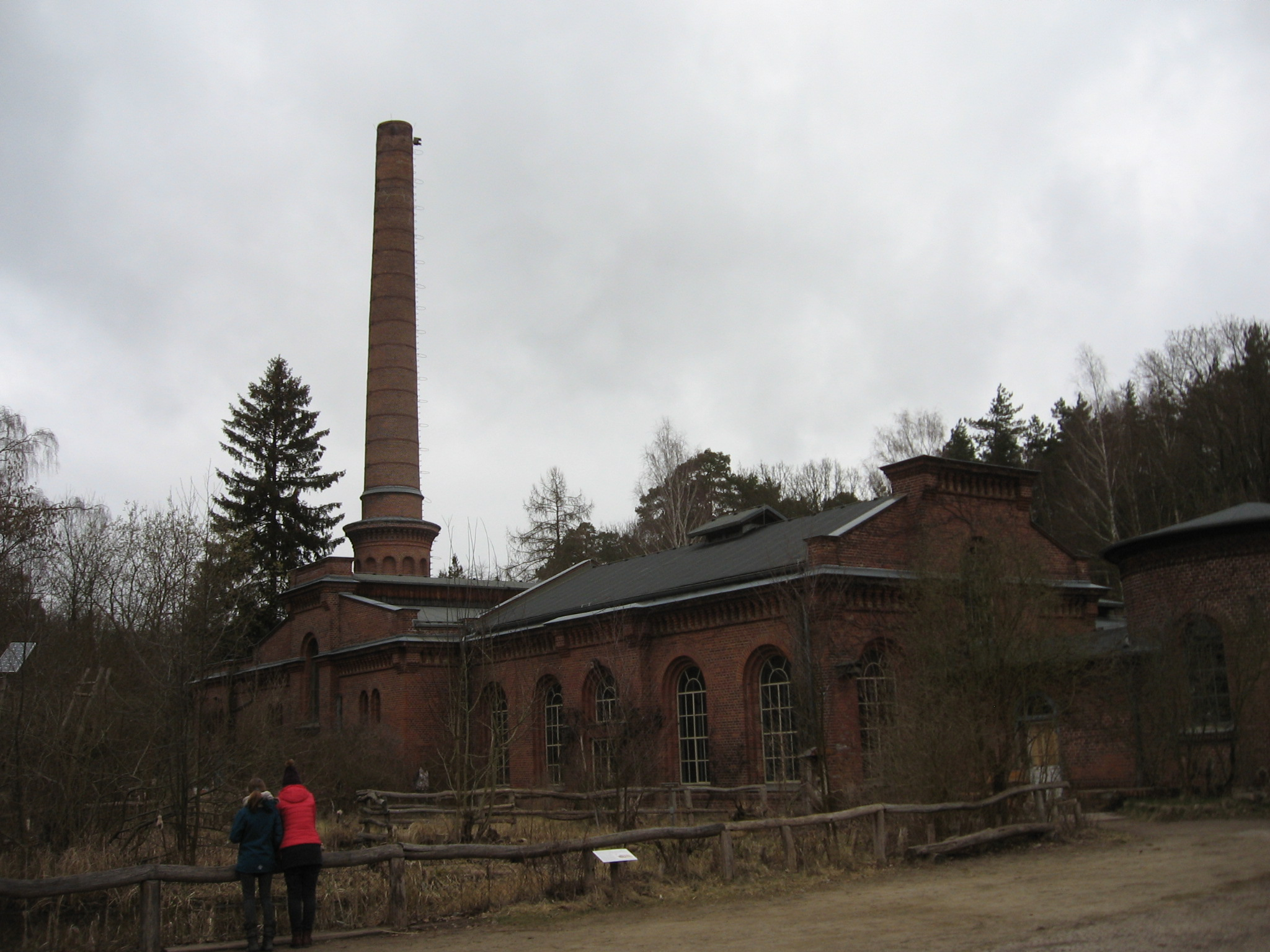
Wasserwerk von Südosten

Das Naturschutzzentrum Ökowerk Berlin am Teufelssee ist ein nichtstaatliches Informations- und Bildungszentrum zu Fragen der Umwelterziehung, der Landschaftspflege und zum Naturschutz. Es ist in dem ehemaligen Wasserwerk Teufelssee im Grunewald, in unmittelbarer Nähe zum Teufelsberg, untergebracht. Das Ökowerk wurde 1985 eröffnet und bietet Ausstellungen, Veranstaltungen und Kurse für Kinder, Jugendliche und Erwachsene rund um die Themen Natur, Umwelt und Ökologie. Im Zentrum ist das Infozentrum Wasserleben untergebracht. Im Infozentrum Wasserleben gibt es eine interaktive Ausstellung zum Wasser. Das vollständig erhaltene alte Wasserwerk kann besichtigt werden. Ums Ökowerk liegt das drei Hektar große Außengelände mit Biotopen wie Teichen, Streuobstwiese, Trockenrasen und einem großen Gartenbereich mit Stein- und Blumengarten, Biogarten, und Bienenstöcken. Die Beratungsstelle für Umweltbildung der Senatsverwaltung für Bildung, Wissenschaft und Forschung hat auf dem Gelände seinen Hauptsitz. Träger ist der Verein Naturschutzzentrum Ökowerk Berlin e. V.
Das Wasserwerk wurde 1872/73 zur Versorgung der westlichen Vororte Berlins gebaut. Das Wasser wurde aus Brunnen gefördert und im Wasserwerk aufbereitet und dann u. a. zu den Wassertürmen auf dem Spandauer Berg geleitet. Das Maschinenhaus ist im Originalzustand erhalten, damit ist es das älteste erhaltene Wasserwerk in Berlin. Der Betrieb des Wasserwerks wurde 1969 wegen technischer und hygienischer Mängel eingestellt. Die Förder- und Filteranlagen sind im Originalzustand zu besichtigen. Zur Anlage gehören Dampfmaschinen mit ihren großen Schwungrädern und den dazugehörigen Schöpfpumpen sowie rote Backsteingebäude mit einem markanten 35 Meter hohen Schornstein. Die Gesamtanlage steht als Objekt 09046570,T unter Denkmalschutz. Ab 1990 wurde mit Mitteln der Denkmalpflege eine Sanierung der Gebäude durchgeführt.

## Geschichte
Der Verein Naturschutzzentrum Ökowerk Berlin e. V. wurde 1982 von 12 Naturschutzvereinen und rund 200 Einzelmitgliedern gegründet. 1983 schloss man mit dem Land Berlin einen Nutzungsvertrag für das 1981 stillgelegte Wasserwerk Grunewald. Am 1. Mai 1985 erfolgte die Eröffnung des etwa 2,4 ha großen Geländes, das nach zweijähriger Vorarbeit mit freilandpädagogischen Anlagen ausgestaltet wurde. Seit 1992 wird das Naturschutzzentrum durch einen 750 Mitglieder starken Förderverein, das Land Berlin und Spenden finanziert.

## Naturschutz
Das Ökowerk arbeitet an der Erhaltung und bei der Pflege von Lebensräumen und gefährdeten Arten im Berliner Raum mit. Der Schwerpunkt der Naturschutzarbeit des Ökowerks liegt im Grunewald beziehungsweise auf dem Gelände des Ökowerks. Einzigartig für Berlin ist das Flechtenvorkommen auf dem Hallendach des Filtergebäudes, einem der ältesten Gründächer Berlins. Bei der Dachsanierung musste per Handarbeit das Gründach stückweise abgetragen werden, um es nach der Dachsanierung wieder auf das Dach aufzubringen. Auf dem Gelände finden sich eine Vielzahl unterschiedlicher Teiche mit Sumpf- und Wasserpflanzen und eine Vielfalt von Wasserorganismen vom Teichfrosch bis zum Wasserfloh.

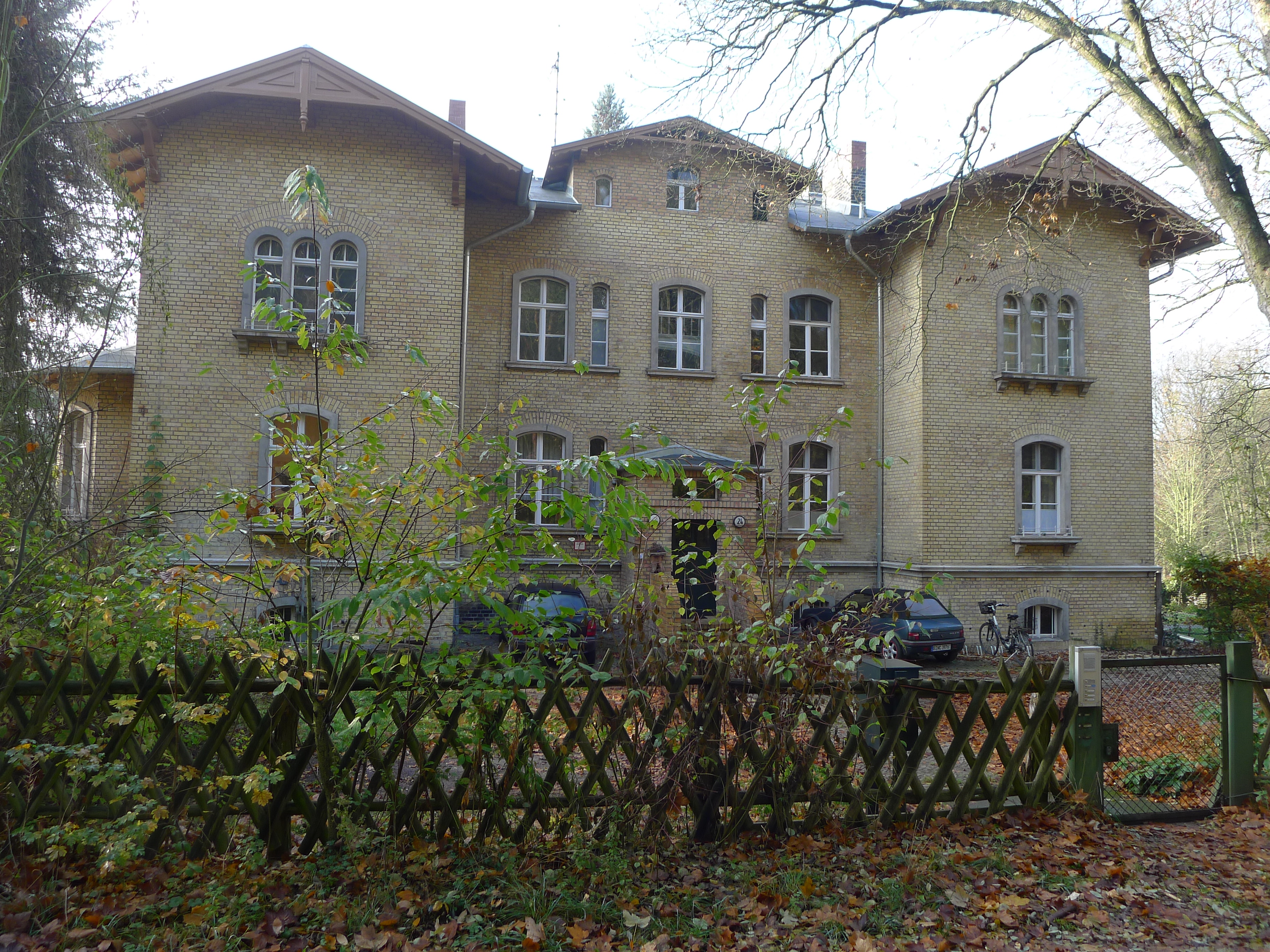
Ehemaliges Beamtenwohnhaus des Wasserwerks

Das Ökowerk unterstützt die Berliner Forsten und die Senatsverwaltung bei der Entfernung von Neophyten – vom Menschen angesiedelte, ursprünglich nicht in Berlin vorkommende Arten wie Robinie, Roteiche und Eschenahorn aus den Waldgebieten, die als Landschafts- und Naturschutzgebieten ausgewiesen sind. Von Februar bis Mai, während der Wanderungen vom Winterquartier zum Laichgewässer, wird an der Havelchaussee im Grunewald entlang des Ostufers der Havel ein Amphibienschutzzaun betreut. Im Auftrag der Senatsverwaltung für Stadtentwicklung werden zudem Naturschutzeinrichtungen am Teufelssee und im Grunewald die noch vorhandenen Moore gepflegt. Im Juni 2012 wurde im Rahmen des Berliner Tages der Artenvielfalt im nördlichen Grunewald eine Bestandsaufnahme der Biodiversität durchgeführt. Das Ökowerk arbeitet beim Monitoring der Natura 2000-Gebiete im Grunewald durch die Senatsverwaltung für Stadtentwicklung mit. In verschiedenen Schutzgebieten werden regelmäßig Exkursionen durchgeführt.
Das Ökowerk hat ein Naturschutzkonzept zur Rückumwandlung der ehemaligen amerikanischen Radaranlage auf dem Teufelsberg erstellt. Seit Mitte der 1990er Jahre setzt sich das Ökowerk mit der Initiative Rettet den Teufelsberg gegen eine Bebauung dieses höchsten Bergs Berlins mitten in einem Waldgebiet ein. Der Berliner Senat zog 2004 die Baugenehmigung für den Berg zurück und wies das Gebiet im Flächennutzungsplan wieder als Grünfläche von besonderem Wert aus. Im Aktionsbündnis Teufelsberg setzt sich das Ökowerk dafür ein, dass der Berg nach einer Sanierung wieder zu Wald wird. Ferner soll eine Liege- und Spielwiese eingerichtet und ein Aussichtsturm erstellt werden.
Das Ökowerk arbeitet im Agendaforum Berlin mit zur Umsetzung der Agenda 21.

## Umweltberatung

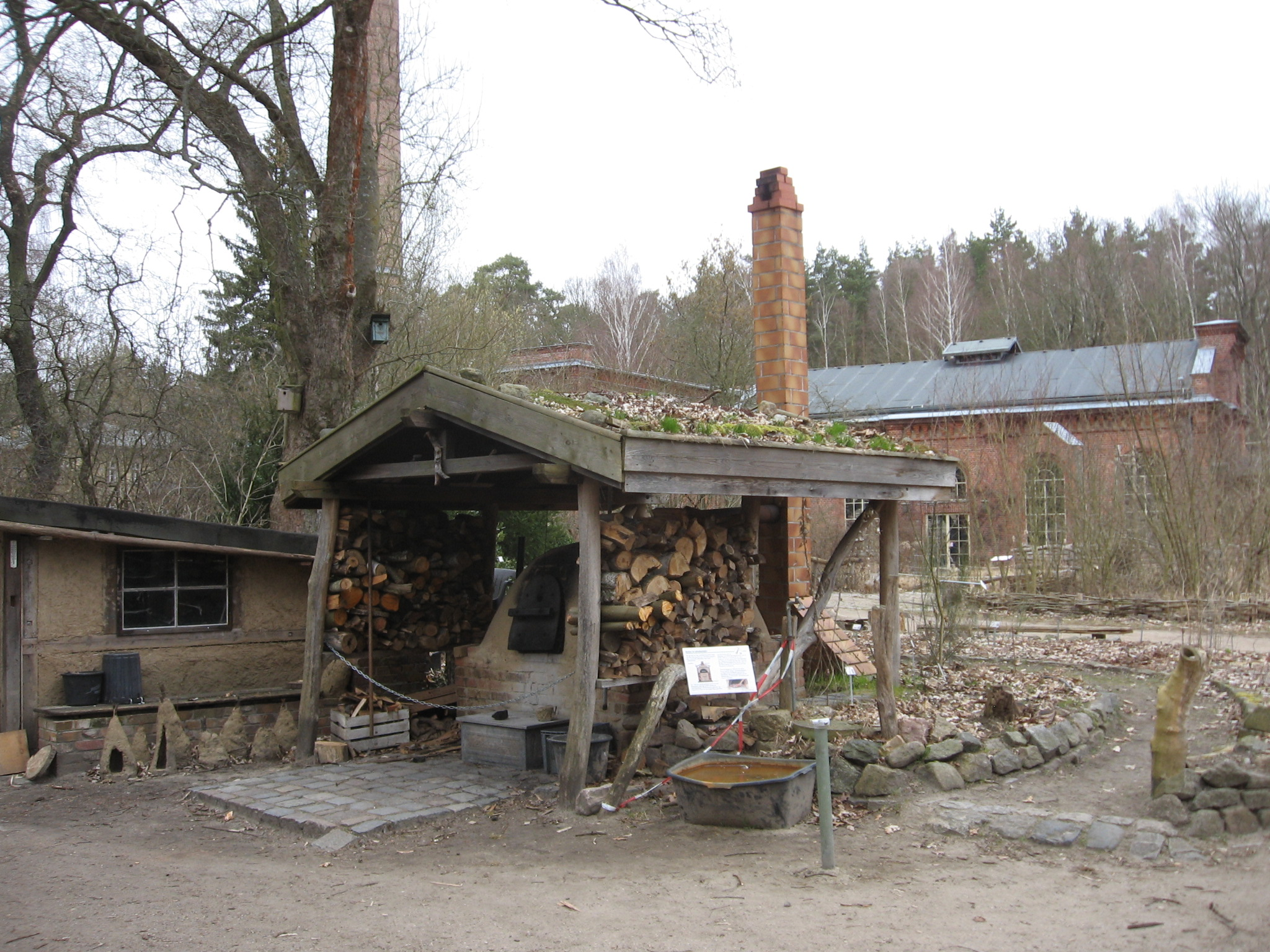
Lehmbackofen des Ökowerks

Das Ökowerk führt Beratungen zu verschiedenen Themenfeldern durch. Eines dieser Themenfelder ist die Naturkundliche Fachberatung. Des Weiteren werden Beratungen zum Ökologischen Bauen mit Lehm, Verwendung alter Baumaterialien und Techniken des Wegebaus im Gartenbereich angeboten. Im Gartenbereich geht es um Biogarten und Wildgärten mit heimischen Pflanzen. Beim Thema gesunde Ernährung erfolgt eine Beratung zu Vollwertkost, Zutaten und Zusatzstoffen in Lebensmitteln, Vegetarischer Kost und Rezepten, Alternativem Backen im Lehmofen und zur Nutzung von Wildpflanzen in der Küche.

## Umweltbildung
Im Rahmen der Umweltbildung gibt es den Grünen Lernort Ökowerk. Für Schüler aller Altersgruppen bietet das Zentrum verschiedene Programme an. Im Labor mit Binokularen und Mikroskopen und Material für Wasser- und Bodenuntersuchungen können Untersuchungen durchgeführt werden. Eine Bibliothek stellt Literatur, insbesondere
Bestimmungsliteratur für Tier und Pflanzenarten, zur Verfügung. Im Grünen Klassenzimmer geht es um praxisnahe und handlungsorientierte Umsetzung verschiedener Natur- und Umweltthemen. Ziel ist ein Unterricht zum Anfassen mit selbstständigem Beobachten, Entdecken und Experimentieren.
Außerhalb der Schule bietet das Ökowerk Survivalkurse für Kinder zwischen acht und zwölf Jahren an. In den Ferien gibt es Erlebnisferien im Ökowerk. Ferner werden Nachtwanderungen für Kinder durchgeführt.

## Mitarbeiter
Neben fest angestellten Mitarbeitern, Teilzeitkräften und ehrenamtlichen Mitarbeitern beschäftigt das Zentrum junge Leute im Freiwilligen Ökologischen Jahr und Bundesfreiwilligendienstleistende.

## Magazin
Von 1985 bis 1998 gab das Ökowerk die Zeitschrift Ökowerkmagazin heraus, das seit 1988 auch im freien Verkauf erhältlich war. Seit 1999 gibt es die Zeitschrift naturmagazin. Das naturmagazin, mit dem Untertitel Berlin – Brandenburg, erscheint seit 2012 unter der Herausgeberschaft des NABU Brandenburg, des Ökowerks und des Verlags Natur & Text GmbH. Die beiden Zeitschriften erschienen beziehungsweise erscheinen vierteljährlich mit Berichten aus dem Bereich Natur- und Umweltschutz. Regionaler Schwerpunkt der Berichterstattung ist die Region Berlin/Brandenburg. Neben Schwerpunktthemen gibt es aktuelle Infos zur Naturschutzpolitik, Ausflugs- und Beobachtungstipps, Buchrezensionen und Vorstellung internationaler Schutzgebiete.